# Phytomyza bellidina
Phytomyza bellidina este o specie de muște din genul Phytomyza, familia Agromyzidae, descrisă de Friedrich Georg Hendel în anul 1934. Conform Catalogue of Life specia Phytomyza bellidina nu are subspecii cunoscute.